# Fly on the Windscreen
Fly on the Windscreen es una canción del grupo inglés de música electrónica Depeche Mode, compuesta por Martin Gore, publicada originalmente en 1985 como lado B del disco sencillo It's Called a Heart de ese año, y poco después en el álbum Black Celebration de 1986 para el que fue remezclada.

## Descripción
Fly on the Windscreen se publicó originalmente como lado B del disco sencillo It's Called a Heart de 1985, aunque aparentemente la intención habría sido lanzarla como lado A desde un principio. Según se sabe, Alan Wilder buscó que la canción fuera publicada como el lado A, y en el DVD de la reedición 2007 del álbum Black Celebration menciona que el tema fue vetado por Mute Records solo por el hecho de que comienza con un coro a dos voces de la palabra “Death” (muerte).
Fly on the Windscreen es un tema cadencioso, sugerente, audaz y descarado en su sensual propuesta lírica, aunque otros medios apuntaron sobre todo a su sonido hip hop, una tendencia contestataria surgida en Estados Unidos, por lo que tal etiqueta bien puede ser discutida considerando el tema como techno o electrónico a secas, lo cierto es que se desprende de la tendencia pop que manejaban en ese momento.
Comienza con un acompasado efecto de percusiones, por ello la tendencia que se le atribuye al hip hop, para a los pocos segundos ser compuesta por una melodía realizada con sintetizador y la letra parcialmente a dos voces durante toda la canción, todo acompañado por sonidos varios incluyendo un resonante disco rayado, el cual fuera un recurso frecuente durante los años 80 especialmente en la música norteamericana y que en este caso específico interpreta ser el sonido de “la Mosca”; además de que varios de los efectos de modo intencional simulan momentáneamente instrumentos de viento.
La versión repasada para el álbum Black Celebration apenas difiere de la primera, pues básicamente solo tiene más efectos añadidos, “la Mosca” aparece desde el principio y en varias secciones más que en la versión original; de hecho solo se puede mencionar que esta segunda versión resulta algo más estridente, mientras la letra permanece exactamente igual que en la primera versión del sencillo It's Called a Heart.
La versión original de 1985 se publicó en los Estados Unidos en la compilación Catching Up With Depeche Mode.

## En directo
Fly on the Windscreen además del Black Celebration Tour fue incorporada durante el Devotional Tour y el Exotic Tour. Posteriormente se incorporó en casi todas las fechas del Tour of the Universe de 2009-10, en el que, como mayor diferencia, se cambió el efecto de percusión electrónica por la batería acústica en manos del teutón Christian Eigner, por lo demás la interpretación siguió siendo meramente sintética.
Durante el Black Celebration Tour se interpretó la versión del álbum Black Celebration, por ser la que correspondía propiamente al álbum.

## VersiónAne BrunyVince Clarke
Fly on the Windscreen fue versionada por la cantante Ane Brun y el músico Vince Clarke en 2013.
Descripción
Esta versión cuenta con la particularidad de ser la primera vez -más allá de alguna remezcla- donde Vince Clarke interpreta un tema de Depeche Mode, banda que fundó y abandonó tras su primer disco, pero de una etapa posterior a su salida del grupo.

## Otras versiones
El grupo God Lives Underwater versionó el tema para el álbum tributo For the Masses de 1998.
También se realizó una corta versión para el Book trailer del libro The Blessed de Tonya Hurley en 2012.